# روبرتو خافيير مورا غارسيا
روبرتو خافيير مورا غارسيا (بالإسبانية: Roberto Javier Mora García)‏ هو صحفي مكسيكي، ولد في 6 مايو 1962 في سالتيو في المكسيك، وتوفي في 19 مارس 2004 في نويفو لاريدو في المكسيك بسبب جرح طعني.